# 岸本義広選挙違反事件
岸本義広選挙違反事件（きしもとよしひろせんきょいはんじけん）とは1960年の第29回衆議院議員総選挙において起きた岸本義広陣営による公職選挙法違反事件である。

## 経緯
元・検察幹部の岸本は1960年11月20日に投票日が設定された第29回衆議院議員総選挙で大阪5区から自民党公認候補として立候補して当選した。
大阪地検は9か月にもわたって岸本陣営を捜査し、運動員ら約200人を被疑者として取調べた。岸本の家族にも捜査は及び、岸本の妻は起訴猶予となるが、岸本の実兄と次男は起訴された。岸本本人も出納責任者と共謀して17人の運動員に買収資金や運動報酬として約433万円の現金を渡した買収の罪で在宅起訴された。最終的に訴追された者は144人（公判請求が58人・略式請求が86人）にのぼり、当時としては選挙史上最大の違反事件であった。
岸本は1963年暮れの大阪地裁の求刑公判で大阪地検から「選挙史上まれにみる悪質な事件である。候補者自身が裏金の責任者を決めて買収した計画的犯行であり、法廷でも嘘の供述を重ねたりして反省の色は全くない。」として禁錮2年6ヵ月を求刑され、1964年3月9日に大阪地裁から322万円の現金を渡した買収の罪を認定して禁錮1年執行猶予3年公民権停止3年の有罪判決を言い渡された。なお、岸本はこの判決までに1963年11月の衆院選で落選している。また、岸本が控訴中の1965年9月に静養先である山梨県の増富温泉で死去したため公訴棄却となった。

## その他
- 検察が先輩である岸本を選挙違反で訴追したことについて捜査を担当した検察幹部は「違反があれば捜査をするのが当たり前」としていた[11]。しかし、この事件には検察内部に長らく存在した岸本がトップの「思想検事」派と馬場義続検事総長がトップの「経済検事」派との派閥抗争としての側面があると語る者もいる。法務・検察で主要ポストを務めていた岸本は検事総長を目指しながら、検事総長を断念せざるを得なくなって1960年4月に東京高検検事長を最後に定年退官で検察を去ったが、大野伴睦自民党副総裁等の有力政治家の支援を受けて衆院選で当選し衆議院議員となった後に法務大臣になって、馬場派が多い検察幹部の総入れ替えをはじめとして法務・検察の人事を支配しようとしていたという[11][12]。派閥抗争の経緯もあり、馬場によって岸本の選挙違反を追及することが岸本派の復活を阻止する最も効果的な方法であったことで岸本の選挙違反摘発は「馬場の追撃戦」と呼ばれ、岸本が刑事被告人になって法務大臣就任が難しくなったことは派閥抗争で馬場が完勝したことを意味した[7]。なお、岸本の選挙違反の捜査を大阪地検検事正として担当した橋本乾三は岸本派とされた人物であり、これは岸本派の壊滅を意味した[2][13]。
- 大阪地裁での第2回公判は1961年10月10日に指定されていたが、岸本が前日の10月9日に衆議院災害対策特別委員会委員として第二室戸台風による被害の災害対策に当たる必要があったため、当日は法廷に出頭できないことにより公判延期願が出されたことで同年10月10日の指定は取り消されて第2回公判は同年10月16日に指定されたものの、それも衆議院災害対策特別委員会が開かれるとして公判延期願が出されたことで同年10月16日の指定も取り消され、最終的に第2回公判は10月30日となった[14][15]。2回にわたる公判延期について大阪地検が「次回公判は被告欠席のまま開廷し、不出廷の理由をただしたい」とする開廷要望書を裁判長あてに提出した他、横田喜三郎最高裁長官が遺憾の談話を発表する事態になった[14][16]。